# Ulodesmus schubarti
Ulodesmus schubarti är en mångfotingart som beskrevs av Lawrence 1958. Ulodesmus schubarti ingår i släktet Ulodesmus och familjen Gomphodesmidae. Inga underarter finns listade i Catalogue of Life.